# Березовогатська сільська рада (Новгород-Сіверський район)
Березовога́тська сільська́ ра́да — колишня адміністративно-територіальна одиниця та орган місцевого самоврядування в Новгород-Сіверському районі Чернігівської області. Адміністративний центр — село Березова Гать.

## Загальні відомості
Березовогатська сільська рада утворена у 1930 році.
- Територія ради: 28,64 км²
- Населення ради: 187 осіб (станом на 2001 рік)

Виключена з облікових даних у 2017 році.

## Населені пункти
Сільській раді були підпорядковані населені пункти:
- с. Березова Гать

## Склад ради
Рада складалася з 12 депутатів та голови.
- Голова ради: Нечай Тетяна Михайлівна
- Секретар ради: Сміян Лідія Миколаївна

### Керівний склад попередніх скликань
| Прізвище, ім'я, по батькові | Основні відомості                                                                       | Дата обрання | Дата звільнення |
| --------------------------- | --------------------------------------------------------------------------------------- | ------------ | --------------- |
| Ничай Тетяна Михайлівна     | Сільський голова, 1956 року народження, освіта середня спеціальна, член Партії регіонів | 26.03.2006   | 31.10.2010      |
| Нечай Тетяна Михайлівна     | Сільський голова, 1956 року народження, освіта середня спеціальна, член Партії регіонів | 31.10.2010   |                 |

Примітка: таблиця складена за даними сайту Верховної Ради України

### Депутати
За результатами місцевих виборів 2010 року депутатами ради стали:

#### За суб'єктами висування
| Суб'єкт висування                 | Кількість обраних депутатів | %    |
| --------------------------------- | --------------------------- | ---- |
| Партія регіонів                   | 7                           | 58,3 |
| Самовисування                     | 4                           | 33,3 |
| Політична партія «Сильна Україна» | 1                           | 8,3  |

#### За округами
| № округу                          | Прізвище, ім'я, по батькові   | Дата визнання обраним | Освіта  | Партійна приналежність                  | Відомості про обраного депутата                                               |
| --------------------------------- | ----------------------------- | --------------------- | ------- | --------------------------------------- | ----------------------------------------------------------------------------- |
| Партія регіонів                   |                               |                       |         |                                         |                                                                               |
| 1                                 | Головач Віктор Юхимович       | 03.11.2010            | середня | член Партії регіонів                    | пенсіонер                                                                     |
| 4                                 | Савченко Марія Володимирівна  | 03.11.2010            | вища    | член Партії регіонів                    | Бистівська НВК, вчитель початкових класів                                     |
| 6                                 | Кабенок Микола Олександрович  | 03.11.2010            | середня | член Партії регіонів                    | СГВК «Блистівський», тваринник                                                |
| 7                                 | Сміян Валентина Миколаївна    | 03.11.2010            | середня | член Партії регіонів                    | Березовогатська сільська рада, секретар ради та виконкому                     |
| 8                                 | Коваль Михайло Іванович       | 03.11.2010            | середня | член Партії регіонів                    | СГВК «Блистівський», тваринник                                                |
| 10                                | Деденок Олексій Федорович     | 03.11.2010            | вища    | член Партії регіонів                    | Березовогатський фельдшерський пункт, завідувач                               |
| 11                                | Савченко Надія Іванівна       | 03.11.2010            | середня | член Партії регіонів                    | Березовогатська бібліотека, завідувачка                                       |
| Політична партія «Сильна Україна» |                               |                       |         |                                         |                                                                               |
| 5                                 | Сміян Лідія Миколаївна        | 03.11.2010            | вища    | член Політичної партії «Сильна Україна» | Березовогатська сільська рада, бухгалтер                                      |
| Самовисування                     |                               |                       |         |                                         |                                                                               |
| 2                                 | Благодир Микола Володимирович | 03.11.2010            | середня | позапартійний                           | Березовогатський фельдшерський пункт, сезонний опалювач                       |
| 3                                 | Міщанинець Віталій Юрійович   | 03.11.2010            | середня | позапартійний                           | СГВК «Блистівський», комірник                                                 |
| 9                                 | Рубець Михайло Миколайович    | 03.11.2010            | середня | позапартійний                           | СГВК"Блистівський", тваринник                                                 |
| 12                                | Лавицька Світлана Михайлівна  | 03.11.2010            | середня | позапартійна                            | Новгород-Сіверський центр по обслуговуванню пенсіонерів, соціальний працівник |